# Bürgermeisterei Bensberg

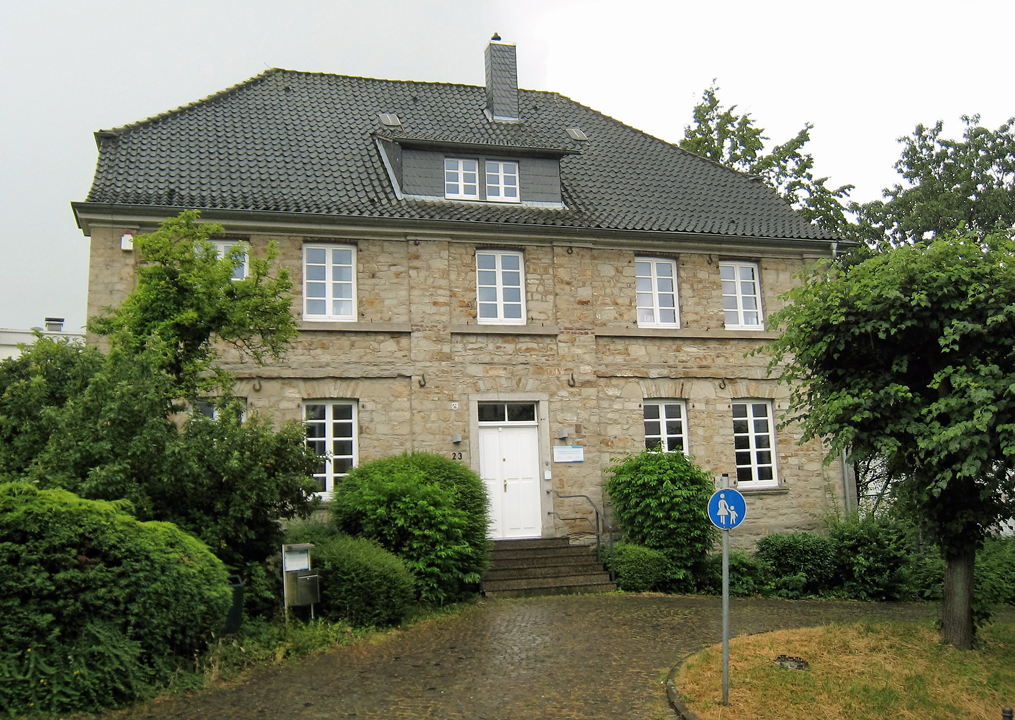
Das Gebäude Schloßstraße 23 wurde von 1902 bis 1921 für das Bürgermeisteramt genutzt.

Die Bürgermeisterei Bensberg war eine von neun Bürgermeistereien im Kreis Mülheim am Rhein im Regierungsbezirk Köln in der preußischen Rheinprovinz. Sie ist 1816 entstanden aus der Mairie Bensberg, die von den Franzosen im Großherzogtum Berg errichtet wurde. Mit dem preußischen Gesetz über die Regelung verschiedener Punkte des Gemeindeverfassungsrechts vom 27. Dezember 1927 wurden schließlich die Bürgermeistereien abgeschafft und die Bürgermeisterei ging in die Gemeinde Bensberg über.

## Lage

Lage der Bürgermeisterei im Landkreis Mülheim

Die Bürgermeisterei lag im Osten des Kreises und grenzte im Norden an die Bürgermeisterei Bergisch Gladbach. Im Uhrzeigersinn grenzte sie im Osten an den Kreis Wipperfürth, im Süden an die Bürgermeistereien Overath und Rösrath und im Westen an die Bürgermeisterei Merheim.

## Infrastruktur
An überregionalen Straßen gab es die Provinzialstraßen Köln–Olpe (der Vorgänger der Bundesstraße 55) sowie Bensberg–Gladbach–Paffrath (die heutige Bergisch Gladbacher Straße). Ab 1913 war Bensberg an die kölnische Straßenbahn angeschlossen.
Die Bürgermeisterei verfügte über mehrere Bahnhöfe der Strecke Köln-Mülheim-Lindlar, im Einzelnen waren das Bensberg, Forsbach, Untereschbach, Immekeppel und Obersteeg. Bensberg verfügte 1923 über ein Postamt II. Klasse und Postagenturen in Refrath, Herkenrath, Dürscheid, Immekeppel und Obersteeg. Es gab zu dieser Zeit 60 Fernsprechanschlüsse. Elektrisches Licht hatte Bensberg seit 1913, die Außenorte seit 1921.

## Gemeinden und Ortschaften

### Wohnplätze im frühen 19. Jahrhundert
Um 1828 gehörten zur Bürgermeisterei Bensberg insgesamt unter anderem fünf Dörfer, zwei Bauerschaften und 113 Bauerngüter. Sechs Kirchen und Kapellen sowie 14 Mühlen wurden verzeichnet. Insgesamt gab es 4301 Einwohner, davon 4284 mit katholischem und 17 mit evangelischem Glauben.
Im Einzelnen:

#### Bensberg
Bensberg mit Sitz des Friedensgerichts für die Bürgermeistereien Bensberg, Bergisch Gladbach, Odenthal, Rösrath und Overath sowie eines Domainen-Rentamts. Zur Pfarrgemeinde von Bensberg gehörten das Dorf Refrath, die Bauerngüter Oberauel, Mittelauel, Unterauel, Beningsfeld, Birken, Broichen, Brandroster, Groß-Buchholz, Klein-Buchholz, Obereschbach, Mühleneschbach, Mitteleschbach, Falltor, Vürfels, Frankenforst, Füchschen, Hackberg, Hardt, Hellendahl, Herweg, Hundsiefen, Hungenberg, Kippekausen, Klausenberg, Knoppenbissen, Lehmbach, Lückerath, Lustheide, Meisheide, Obermoitzfeld, Untermoitzfeld, Neuenhaus, Neuenweg, Oberhausen, Pütz, Röttgen, Saal, Sand, Schmalzgrube, Schwiegelshohn, Steinacker, Steinenhaus, Groß-Steinhaus, Klein-Steinhaus, Welscherheide, Klein-Weyer, Weyerhof und die Bauerschaft Kaule. Dazu kommen die Tagelohnhäuser Häschen, Milchborn und Tütberg. Dies entspricht dem Kirchspiel Bensberg mit den ehemaligen bergischen Honschaften Bensberg, Eschbach, Refrath und der Freiheit Bensberg.

#### Herkenrath
Herkenrath mit Broich, Asselborn, Ballhäuschen, Büchelterhof, Halfen Dombach, Gronewald, Heide (Unter- und Oberheide), Herkenrath, Hombach, Horst, Kierdorf, Kotzfeld, Lucht, Ottoherscheid, Platz, Rödisch, Scheid, Selbach (Oberselbach und Unterselbach), Straßen, Steinbach, Volbach, Voislöhe, Unter- und Ober-Strunden (heute Herrenstrunden), dem Tagelöhnerhaus Wüstenherscheid und der Mühle Lerbach. Dies entspricht der Honschaft Herkenrath.

#### Immekeppel
Immekeppel mit Kaule, Beltzen, Brodhausen, Busch, Hasenbüchel, Dresherscheid, Groß Hohn, Klein-Hohn, Klefhaus, Löhe, Külheim, Löffelsend, Melessen, Schmitzbüchel, Steeg (Ober- und Mittelsteeg), Ufer und dem Hof Immekeppel. Dies entspricht der Honschaft Immekeppel.

#### Dürscheid
Dürscheid mit Dahl (Unterthal), Blissenbach (Unter- und Oberblissenbach), Broichhausen, Bölinghoven, Dorpe, Hove, Keller, Rottland, Siefen, Spitze, Steinbach (Unter- und Obersteinbach) und Trotzenburg. Dies entspricht der Honschaft Dürscheid.
Insgesamt entspricht das dem früheren Botenamt Herkenrath.

### Änderungen im Jahr 1859
Nicht zuletzt aufgrund des Straßenbaus der Straße nach Spitze wurde zwischen den benachbarten Bürgermeistereien Grenzänderungen vereinbart. 1859 kamen die Ortschaften aus der früheren Exklave Obersand der Honschaft Sand, die bis dato zur Gemeinde Sand gehörten, zur Pfarre Dürscheid und zur Bürgermeisterei Bensberg. Es handelt sich um die Ortschaften Blissenbacher Hof, Weyermühle, Hauserhof und Meiswinkel. Ebenso kamen Oberlückerath, Lehmbruch, Vürfels und Beningsfeld aus der Stadt Gladbach zu Bensberg. Herrenstrunden, Oberlerbach, Plätzchen, Trotzenburg und Unterthal kamen hingegen zur Bürgermeisterei Gladbach.

### Wohnplätze im frühen 20. Jahrhundert
Im Jahr 1905 besaß die Landgemeinde und Bürgermeisterei Bensberg eine Fläche von 6.172 ha. In 192 Wohnplätzen mit zusammen 1.712 Wohnhäusern und zwölf anderen bewohnten Baulichkeiten (Hütten, Zelte, Schiffe, Wagen etc.) lebten 11.217 Menschen, davon 10.570 katholischen und 647 evangelischen Bekenntnisses.
Folgende Wohnplätze (Schreibweise nach Originalquelle) werden aufgeführt: Asselborn, Auelerberg, Auf der Halde, Bärbroich, Ball, Bech, Beckershäuschen, Bahnhof Bensberg, Berg, Bilstein, Birkerhöhe, Grube Blücher, Bockenberg, Bölinghoven, Branderhof, Brandroster, Braunsberg, Breite, Breitenweg, Brodhausen, Broich bei Dürscheid, Broich bei Herkenrath, Broichen, Broichhausen, Büchelterhof, Büscherhöfchen, Daubenbüchel, Dohm, Dorn, Dorpe, Dreck, Dreispringen, Dresherscheid, Duckmaus, Dürscheid, Dürscheiderhütte, Ehrenfeld, Erlen, Feld, Bahnhof Forsbach, Frankenforst bei Bensberg, Frankreich, Fürvels, Fürvelserkaule, Gassen, Gronewald, Groß Buchholz, Großhohn, Grünenbäumchen, Grünewald, Hackberg, Halbenmorgen, Hardt, Hardtknippen, Hasenbüchel, Hasselsheide, Hauserhof, Haus Frankenforst, Haus Thal, Hecken, Heide, Heidgen, Hellenthal, Herkenrath, Herlen, Herweg bei Bensberg, Herweg bei Dürscheid, Höhe, Holz, Hombach, Horst, Hove, Hülsenfeld, Hüttenstraße, Huferberg, Hummelsbroich, Hundsiefen, Hungenberg, Immekeppel, Jähhardt, Juck, Juckerberg, Junkersgut, Grube Katharina, Kaule bei Bensberg, Kaule bei Immekeppel, Kaule bei Refrath, Keller, Kempershäuschen, Kicke, Kiel, Kierdorf, Kippekausen, Klefhaus, Klein Buchholz, Kleinhohn, Klosterhöfchen, Knoppenbissen, Kotzfeld, Kühlheimermühle, Leffelsend, Lehmbach, Lehmbroich, Lehmpöhle, Grube Leopold v. Buch, Letsch, Lichtthor, Löhe, Lucht, Lustheide, Meisheide, Meiswinkel, Melessen, Milchborn, Mittelauel, Mitteleschbach, Mittelsteeg, Moitzfeld, Neuenweg, Niedenhof, Norr, Oberauel, Oberblissenbach, Obereschbach, Oberhausen, Oberkülheim, Oberlückerath, Obersaal, Oberselbach, Obersteeg, Obersteinbach, Offermannskülheim, Olefant, Ottoherscheid, Penningsfeld, Pippelstein, Platz, Refrath, Reiser, Rödisch, Röttgen, Rottland, Saal, Sand, Sandbüchel, Scheid, Scherpenbach, Scheurenhöfchen, Schmalzgrube, Schmillenburg, Schmitzbüchel, Siebenmorgen, Siefen, Spitze, Stachelsgut, Steinacker, Steinbreche, Steinenberg, Steinenhaus, Forsthaus Steinhaus, Steinthor, Straßen, Tütberg, Ufer, Unterauel, Unterblissenbach, Untereschbach, Unterkülheim, Unterselbach, Untersteinbach, Voiskülheim, Voislöhe, Volbach, Washington, Welscherheide, Grube Weiß, Werheide, Wesselsteinbach, Weyermühle, Wildphal, Wingertsheide, Winter, Grube Berzelius, Wohn, Wolfsiefen, Wüstenherscheid, Zinkhütte und Zuckerhütchen.
1920 betrug die Einwohnerzahl 12.054, die sich auf 229 benannte Ortschaften verteilten. Zusätzlich zu den oben genannten sind dies:
Altrefrath, Altes Schloß, An der Bahn, An der Kirche, Am alten Schloß, Auf dem Graben, Birkerhof, Broicher Straße, Eichelstraße, Falltorweg, Forsbacher Straße, Gartenstraße, Gasse, Gladbacher Straße, Grube Apfel, Grube Grünewald, Hauptstraße, Heidplätzchen, Honen, Hüttenstraße, Im Felde, Kauler Kirchweg, Kauler Straße, Kielshöfchen, Kirchstraße, Kleineweyer, Knöchel, Kölner Straße, Löffelsend, Markt, Marktstraße, Oberhombach, Overather Straße, Pehlengasse, Pützgasse, Saaler Straße, Schlangenhöfchen, Schlehecken, Schloß, Schloßplatz, Waldhaus Villenkolonie, Weyerhard, Weierhof und Wipperfürther Straße.
1. 1 2 3 4 5 6 7 8 9 10 11 12 13 14 15 16 17 18 19 20 21 22 23 24 25 26 27 28 29 30 31 32 33 34 35 36 37 38 39 40  Katholisches Kirchspiel Herkenrath
2. 1 2 3 4 5 6 7 8 9 10 11 12 13 14 15 16 17 18 19 20 21 22 23 24 25 26 27 28 29 30 31 32 33 34 35 36 37 38 39 40 41 42 43 44  Katholisches Kirchspiel Immekeppel
3. 1 2 3 4 5 6 7 8 9 10 11 12 13 14 15 16 17 18 19 20 21 22 23 24 25 26 27 28 29 30 31 32 33  Katholisches Kirchspiel Refrath
4. 1 2 3 4 5 6 7 8 9 10 11 12 13 14 15 16 17 18 19 20 21 22  Katholisches Kirchspiel Dürscheid
5. 1 2 3  Evangelisches Kirchspiel Volberg und katholisches Kirchspiel Immekeppel
6. ↑  Katholisches Kirchspiel Sand